# Agda Næsman-Nordström
Agda Elisabeth Næsman-Nordström, född 11 juni 1874 i Eskilstuna, död 12 juni 1934 i Stockholm, var en svensk målare, tecknare och etsare.
Hon var dotter till låsfabrikören Erik Augustinus Næsman och Essaura Dahlberg och från 1907 gift med byråchefen Nicke Nordström. Efter avslutad skolgång vid elementarläroverket i Eskilstuna studerade hon vid Tekniska skolans lägre avdelning i Stockholm 1891–1897 samt vid Althins målarskola. Därefter företog hon studieresor till Nederländerna, Belgien, Italien och Frankrike 1898–1904. Under sina resor studerade hon en tid vid Académie Colarossi i Paris och hon lärde hon känna Victoria Westberg som kom att bli hennes konstnärliga följeslagare. Hon medverkade i Svenska konstnärernas förenings utställning på Malmö museum 1904 och i Föreningen Svenska Konstnärinnors utställning på Konstakademien 1911, Baltiska utställningen 1914 och ett flertal gånger på Liljevalchs konsthall. Hon var representerad på utställningar i Philadelphia 1930 och på Brooklyn Museum i New York 1933. Tillsammans med Victoria Westberg drev hon under flera årtionden en privat målarskola på Mäster Samuelsgatan i Stockholm. Hon var en av initiativtagarna till bildandet Föreningen Svenska Konstnärinnor. Hennes konst består av naturscenerier med motiv från Vaxholm  och äldre bebyggelse i Stockholms omgivningar.